# Basilika St. Peter und Paul (Strzegom)

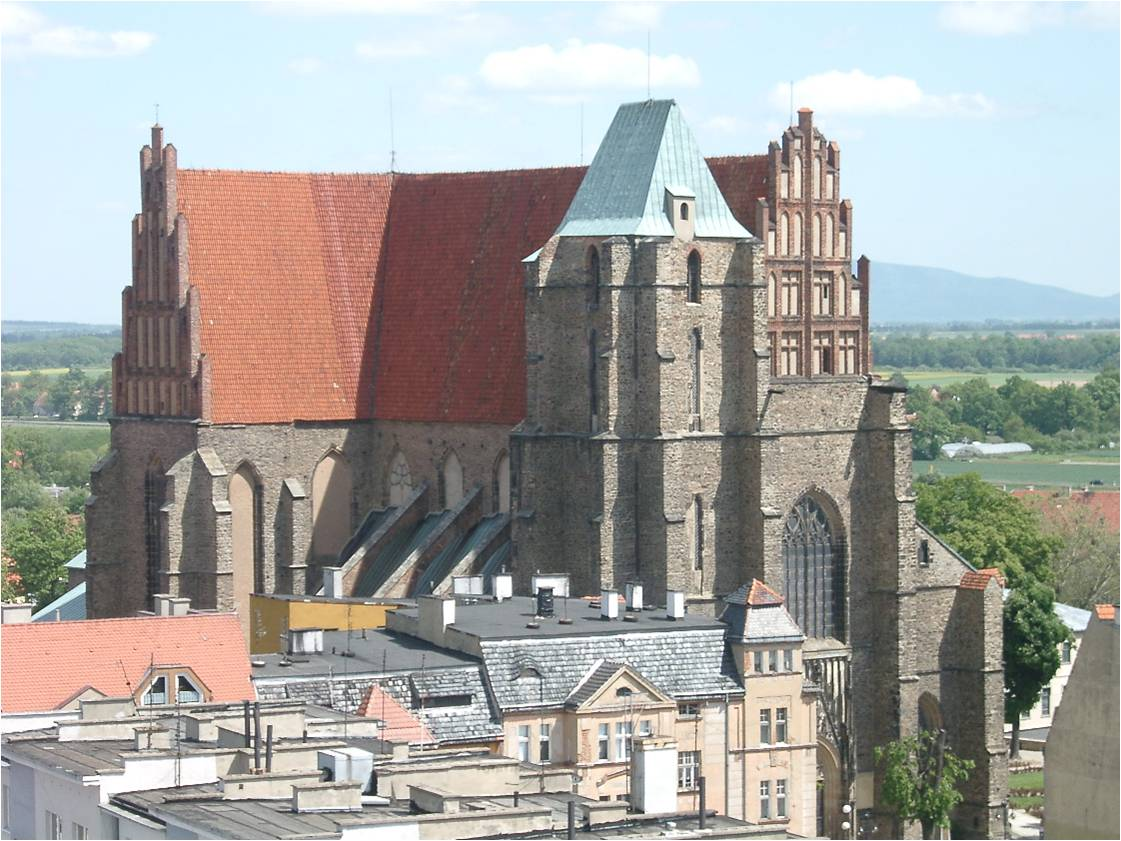
Basilika St. Peter und Paul

Die Basilika St. Peter und Paul ist eine römisch-katholische Pfarrkirche in Strzegom (Striegau) in Polen. Sie gehört zum Bistum Świdnica und trägt den Titel einer Basilica minor. Das Kirchengebäude der Backsteingotik wird als polnisches Kulturdenkmal geführt.

## Geschichte
Nach einem Vorgängerbau aus dem 13. Jahrhundert errichtete der Souveräne Malteserorden im Rahmen seiner Missionstätigkeit ab dem Anfang des 14. Jahrhunderts das gotische Kirchengebäude, eine große Kirche aus Backstein mit gebrochenem Granit, Basalt und Sandstein als Verkleidung für dekorative Elemente. Die meisten
Autoren nehmen einen Bauverlauf von West nach Ost an. Die Kirche ist 1203 erwähnt und für 1239 ist eine Weihe überliefert. Nach Mitteilung soll 1253 ein Neubau begonnen worden sein, den man 1311 erweiterte. Das letztere Datum steht in Einklang mit der inschriftlich 1318 datierten Glocke im Nordturm. Demnach existierte ein älteres Gotteshaus, das mehrmals umgebaut und erweitert wurde. Die heute bestehende Kirche macht dagegen den Eindruck eines einheitlichen Neubaus, nennenswerten Reste der älteren Kirche sind nicht erkennbar. Im Schweidnitzer Stadtbuch finden sich zwischen 1360 und 1391 zahlreiche Stiftungen zum ‚Steinwerk‘ der Kirche sowie Ausgaben für Werkleute. Ein Eintrag zum Jahr 1388 nennt, dass Kirchenvater Conrad den Grundstein zum Chor legte. Hierzu passt die Stiftung eines neuen Hochaltars 1399. Der Bau ist heute eine der größten Kirchen in Niederschlesien. Das Kirchenschiff hat eine Länge von 76 Metern bei einer Höhe und Breite von jeweils 26 Metern. Die Kirche ist mit Kunsthandwerk hauptsächlich aus dem 14. und 15. Jahrhundert ausgestattet.
Papst Johannes Paul II. erhob die Kirche 2002 in den Rang einer Basilica minor. Am 22. September 2012 wurde die Basilika in die Liste der Denkmäler Polens Pomnik historii aufgenommen.

## Architektur

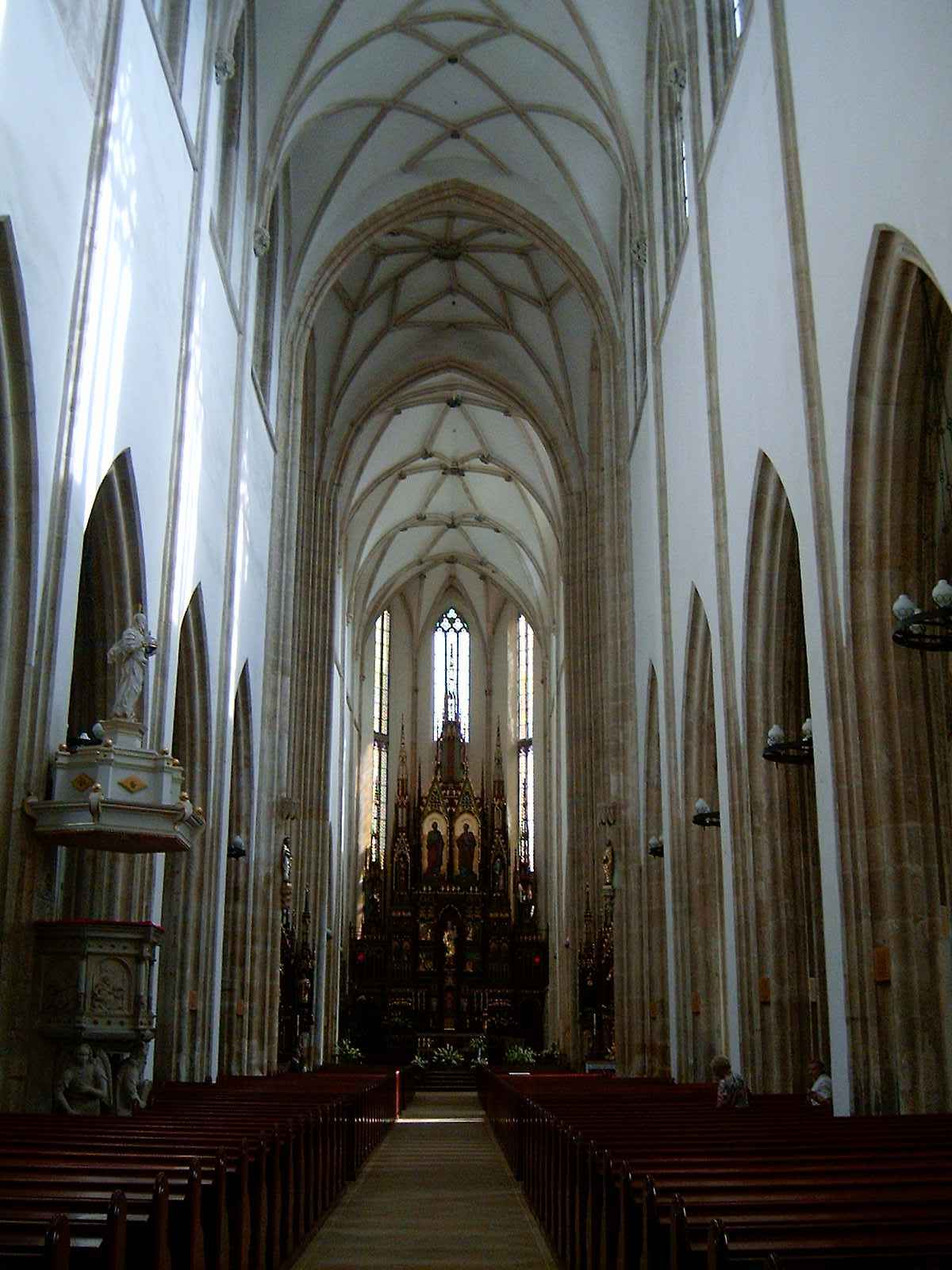
Choransicht

Die Kirche ist für das kleine Striegau erstaunlich groß. Die dreischiffige Basilika bildet mit einem Querschiff und einem Chor mit polygonaler Apsis den Grundriss einer Kreuzkirche. Der Chor hat drei Joche, das Kirchenschiff fünf. Die Westfassade besitzt zwei angesetzte Türme, die beide nicht fertiggestellt wurden und nur auf Höhe des Haupt- bzw. Seitenschiffs ragen. Die drei reich geschnitzten Portale mit Tympana bilden eine Sammlung seltener mittelalterlicher Ikonographietypen in Polen. Das Innere ist mit Sterngewölben für die Vierung und die Kapellen versehen, Kreuzrippen über den Seitenschiffen und einem Netzgewölbe über dem Hauptschiff, das auf rechteckigen Säulen ruht. In Striegau haben sich noch die originalen Gewölbe der Bauzeit aus dem späten 14. Jahrhundert erhalten, die deutlich böhmischen Einfluss zeigen. So befinden sich im Mittelschiff von Chor und Langhaus zwei Varianten von Parallelrippengewölben Parlerscher Provenienz. Das Vierungsjoch ist dagegen durch ein reiches Sterngewölbe besonders betont. Der südliche Querschiffsarm zeigt eine interessante Kombination aus Stern- und Parallelrippengewölben. Der Obergaden ist mit Fenstern versehen. Der Gewölbeschub ist mit einem Strebewerk abgefangen. Die Form des Staffelchors mit den massiven Mauerzwickeln, in deren Kern Wendeltreppen eingelassen sind, ähnelt dem Kathedrale von Świdnica, auch die sehr steilen Proportionen im Mittelschiff und die schlitzartig schmalen und enorm hohen Chorfenster. Ob für die Chöre in Striegau und Schweidnitz derselbe Baumeister, Jakob von Schweidnitz, verantwortlich gewesen ist, ist nicht klar.

## Ausstattung
Im 18. Jahrhundert verbrannte das reiche Interieur im Wesentlichen. Im Chorraum stehen als wertvolle Teile der Kirchenausstattung noch ein dreistöckiges Steinsedile, die manieristische Kanzel von 1592 wird Caspar Berger aus Liegnitz zugeordnet. Der Taufstein wird auf das 16. Jahrhundert datiert. Der 4,5 Meter hohe Sakramententurm stammt aus der ersten Hälfte des 19. Jahrhunderts, im neugotischen Hauptaltar befindet sich eine spätgotische Skulptur der Madonna mit Kind (Ende des 15. Jahrhunderts). Eine Glocke stammt noch von 1318. Die Bauskulptur der Portale und bei den Konsolen der Seitenschiffe zeigt besondere Qualität. Das Tympanon des Westportals zeigt die Geschichte von Paulus, auf der Nordseite findet sich ein Krönungstympanon mit drei Krönungsszenen – Krönung Mariä durch Christus, Bathsebas durch David und Esthers durch Ahasver. Die Konsolen des südlichen Seitenschiffs zeigen die klugen und törichten Jungfrauen, im nördlichen Seitenschiff finden sich Prophetenköpfe.